# Fackelbrand
Als Fackelbrand oder Freistrahlbrand gilt in der Brandlehre ein Brand, bei dem sich ein kontinuierlich aus einer Öffnung (z. B. Rohrleitungs- oder Tankleck) austretendes, druckbeaufschlagtes Gas nach Zündung zu einer brennenden Fackel entwickelt. Man spricht auch von einer großen Stichflamme.
Wegen der allenfalls hohen Ausströmgeschwindigkeiten sind beim Fackelbrand Flammenlängen von gegebenenfalls mehreren 10 Metern möglich. Er ist zusätzlich insbesondere als Auslöser eines Umgebungsbrandes oder eines BLEVE von Bedeutung.